# Oren Lyons
Oren Lyons (en onondaga Jo Ag Quis Hi) (Reserva Onondaga, Nova York, 1930) és un cap espiritual onondaga. Va servir a l'exèrcit i el 1958 es graduà a la Universitat de Syracuse. El 1970 tornà a la reserva com a cap i des d'aleshores ha estat un dels més grans advocats de la causa iroquesa. El 1982 va prendre part a Ginebra en la Comissió de l'ONU pels Drets Humans dels Pobles Indígenes, i va establir un Grup de Treball dels Pobles Indígenes. El 1990 fou mitjancer en la crisi mohawk amb els governs canadenc i quebequès. És un ferm defensor del medi ambient. Ha escrit Dog story (1973) i Exiled in the land of the free: democracy, indian nations and the US Constitution (1992).